# Mark Stephen Harvey
Mark Stephen Harvey (ur. 1959) – australijski arachnolog.
Mark studiował na wydziale zoologii Monash University w australijskim Melbourne, gdzie w 1919 otrzymał tytuł B.Sc., a w 1983 Ph.D. Pracował w Australian National Insect Collection w Canberze i Museum of Victoria w Melbourne, po czym w 1989 otrzymał pozycję kuratora ds. pajęczaków w Western Australian Museum w Perth. Następnie awansował na starszego kuratora i został głową wydziału zoologii lądowej (Department of Terrestrial Zoology) w tejże placówce.
Specjalnością Marka są zaleszczotki, ale jego badania obejmują również inne rzędy pajęczaków, jak rozłupnogłowce, pająki, głaszczkochody, tępoodwłokowce, biczykoodwłokowce, skorpiony czy wodopójki. Opublikował ponad 160 prac. Stworzył kompletną internetową bazę zaleszczotków Pseudoscorpions of the world. Jest autorem lub współautorem pozycji książkowych:
- G. J. Keighery, S. A. Halse, M. S. Harvey, N. L. McKenzie (2004) A biodiversity survey of the Western Australian agricultural zone.
- M. S. Harvey (2003) Catalogue of the smaller arachnid orders of the world : Amblypygi, Uropygi, Schizomida, Palpigradi, Ricinulei and Solifugae. CSIRO Publishing.
- A. H. Burbidge, M. S. Harvey, N. L. McKenzie (2000) Biodiversity of the southern Carnarvon Basin.
- M. S. Harvey (1998) The Australian water mites : a guide to the families and genera. CSIRO Publishing.
- M. S. Harvey, J. E. Growns (1998) A guide to the identification of families of Australian water mites Cooperative Research Centre for Freshwater Ecology.
- S. D. Hopper, M. S. Harvey, J. A. Chappill, A. R. Main, B. Y. Main (1996) The Western Australian biota as Gondwanan heritage - a review. Surrey Beatty & Sons.
- M. S. Harvey (1991) Catalogue of the Pseudoscorpionida. Manchester University Press.
- M. S. Harvey, A L Yen (1989) Worms to wasps: an illustrated guide to Australia's terrestrial invertebrates. Oxford University Press.

Mark był wiceprezydentem International Society for Arachnology, jest wiceprezydentem International Society of Biospeleology oraz redaktorem Journal of Arachnology i Records of the Western Australian Museum.